# Golden Years Singles 1996-2001
Golden Years Singles 1996-2001 é um álbum de grandes êxitos da banda japonesa de rock The Yellow Monkey, lançado em 13 de junho de 2001.

## Recepção
Alcançou a segunda posição tanto na Oricon quanto na Billboard Japan. Foi certificado disco de platina pela RIAJ por vender mais de 400 mil cópias.

## Lista de faixas
| N.º            | Título                                             | Duração |  |
| 1.             | "Rakuen" (楽園)                                    | 4:49    |  |
| 2.             | "Love Love Show"                                   | 4:45    |  |
| 3.             | "Burn"                                             | 5:15    |  |
| 4.             | "Kyūkon" (球根)                                    | 5:39    |  |
| 5.             | "Hanarenu na" (離れるな)                           | 6:11    |  |
| 6.             | "My Winding Road"                                  | 5:00    |  |
| 7.             | "So Young"                                         | 5:11    |  |
| 8.             | "Barairo no Hibi" (バラ色の日々)                   | 4:47    |  |
| 9.             | "Seinaru Umi to Sunshine" (聖なる海とサンシャイン) | 4:49    |  |
| 10.            | "Shock Hearts"                                     | 4:18    |  |
| 11.            | "Pearl" (パール)                                   | 3:42    |  |
| 12.            | "Brilliant World"                                  | 4:13    |  |
| 13.            | "Primal" (プライマル。)                            | 4:17    |  |
| Duração total: | Duração total:                                     | 62:49   |  |

## Créditos
- Kazuya "Lovin" Yoshii (吉井和哉) – vocais, guitarra
- Hideaki "Emma" Kikuchi (菊地英昭) – guitarra, vocais de apoio
- Yoichi "Heesey" Hirose (廣瀬洋一) – baixo, vocais de apoio
- Eiji "Annie" Kikuchi (菊地英二) – bateria